# 32e cérémonie des IDA Awards
La 32e cérémonie des IDA Awards, décernés par l'International Documentary Association, a eu lieu le 9 décembre 2016, et a récompensé les films documentaires réalisés dans l'année.

## Palmarès

### Meilleur film
- O.J.: Made in America

### Meilleur court métrage
- The White Helmets

### Meilleure série limitée
- Making a Murderer

### Meilleure série continue
- Last Chance U

### Meilleure série épisodique
- Chef's Table

### Pare Lorentz Award
- Starless Dreams

### David L. Wolper Student Documentary Award
- 4.1 Miles

### ABC News Videosource Award
- 13th

### Creative Recognition Award Winners
- Meilleur scénario : I Am Not Your Negro
- Meilleure photographie : Fire at Sea – Gianfranco Rosi
- Meilleur montage : Cameraperson – Nels Bangerter
- Meilleure musique : The Bad Kids] – Jacaszek

### Career Achievement Award
- Stanley Nelson

### Pioneer Award
- Ally Derks

### Emerging Documentary Award
- Nanfu Wang